# Stig Ramel
Stig Urban Malte Ramel, född 24 februari 1927 i Lund i dåvarande Malmöhus län, död 8 mars 2006 i Solna församling i Stockholms län, var en svensk friherre, ämbetsman, affärsman och författare samt VD för Nobelstiftelsen 1972–1992. Han var son till friherre Malte Ramel  och dotterson till skulptören Alfred Nyström.

## Biografi
Ramel blev jur. pol. mag. vid Lunds universitet 1952. Därefter tjänstgjorde han som attaché vid UD 1953 och vid Svenska ambassaden i Paris 1954–1956. 1956–1958 var han vid OECD-delegationen i Paris och 1958–1960 vid ambassaden i Washington, D.C. Ramel blev 1960 byrådirektör för sjöfartsfrågor vid UD. Denna tjänst innehade han till 1964 då han blev byråchef för upplysningsberedningen. 1966 blev han utsedd till vice vd för Sveriges allmänna exportförening  och dess vd 1970. 1972 blev han vd för Nobelstiftelsen där han kom att stanna fram till 1992.
Vid sidan av sitt arbete på Nobelstiftelsen innehade Ramel flera styrelseuppdrag, däribland ordförande för Alfas AB, B & B Finans och SNS samt styrelseledamot i Volvo, Hasselfors, Industrivärden, PLM AB, Rederi AB Salénia, Svenska 3M, Svenska Unilever, Aktiefrämjandet, Svenska Dagbladet och Scandinavian Trading Company.
Ramel hade även nära kontakt med den akademiska världen och var hedersdoktor i medicin, filosofi och juridik. Dessutom var han ledamot av Kungliga vetenskapsakademien från 1980 och av Kungliga Fysiografiska sällskapet i Lund. Ramel blev också primus praeses (hedersledamot) i det lärda samfundet Societas Ad Sciendum.
Efter sin pension påbörjade Ramel en ny karriär som författare. Han är begravd på Djursholms begravningsplats.
Ramel var från 1953 gift med matskribenten grevinnan Ann Marie Wachtmeister af Johannishus (1931–2017), dotter till förste hovjägmästaren, greve Carl-Axel Trolle-Wachtmeister. De är föräldrar till skådespelaren och regissören Jacqueline Ramel (född 1964), affärsmannen Knut Ramel (född 1954), Henrik Ramel (född 1954) och TV-producenten Camilla Ramel Laubscher (född 1962).